# 조영식
조영식(趙永植, 1921년 11월 22일~2012년 2월 18일)은 대한민국의 대학 교수 겸 교육인이고, 전직 대학 총장이었으며, 전직 학교법인단체인이었다. 본은 배천이고, 호(號)는 미원(美源)이다. 
일제 강점기 시대의 평북 운산 생인 그는, 1945년 8월 15일 도래한 을유 해방 이듬해인 1946년에 평양김일성종합대학교 교수 등을 잠시 지내다가 그만두고 월남하여, 이후 서울고등학교 체육 교사 등을 잠시 지냈으며, 훗날 〈학교법인 경희학원〉을 창립한 이후로는, 잠시나마 〈밝은 사회 국제 클럽 총재〉를 지냈고, 2006년 이후부터는 교육 일선에서 전격 은퇴했다.
1951년에 신흥초급대학을 인수해 종합대학 경희대학교로 성장시키고, 학교법인 경희학원을 창립하여 교육활동을 펼쳤으며, ‘잘살기운동’과 ‘밝은사회운동’, ‘인류평화운동’, ‘네오르네상스운동’을 제창하여 세계평화를 중심으로 한 사회활동으로도 유명하다.

## 약력
1921년 평안북도 운산군에서 태어났다. 운산은 금 산지로 유명하며 그의 부친 조만덕(趙萬德)은 광산을 경영하였다. 아직 해방 이전에 일본으로 건너가 도쿄체육대학에 입학하였으나, 결혼을 위해 잠시 귀국하였다가 1944년 1월 평양에 주둔한 일본군에 학도병으로 강제 징집되었다. 1945년 1월 조선인 학도병을 규합하여 탈출을 모의하다 발각되어 고초를 겪었다. 해방직후 김일성종합대학 교수 재임. 1946년 월남하여 서울고등학교에서 체육교사로 교편을 잡다가 1947년 서울대학교 법과대학에 편입하였다. 1951년에 서울대학교 법과대학을 졸업하고, 같은해인 1951년에 신흥초급대학을 인수해 교육인의 길로 들어섰다. 이후 학교법인 경희학원을 중심으로 경희대학교와 경희고등학교,  경희중학교, 경희초등학교, 경희유치원 등 전일적 교육체제를 갖춘 교육기관을 구성하였다. 1950년대에 ‘잘살기운동’을 시작하면서 사회운동으로 나아갔다. 1955년에는 저작 "문화세계의 창조"의 국가보안법 위반혐위로 구속되었으나 1956년 6월 15일 불기소로 무혐의 처리되었다.
세계대학총장회의의 창설을 주도하고, 1975년에 미국 보스턴에서 열린 제4차 세계대학총장회의 총회에서 인류사회의 올바른 방향 설정을 위한 보스턴 선언문을 채택하고 ‘밝은사회운동’(GCS운동)을 제창하였다. 이와 함께 1979년에는 밝은사회국제클럽을 조직하였다.
‘지구가 한덩어리인 것처럼 인류세계도 하나’라는 대전제에서 1980년대부터 세계평화운동을 시작했다. 1981년의 제6차 세계대학총장회의 총회에서 평화의 날 제정을 제창하고, 코스타리카 정부의 협력을 얻어 안건을 유엔에 제출해 11월 30일 제36차 유엔 총회에서 9월 셋째 주 화요일을 ‘국제 평화의 날’로 제정·공표하게 되었다.
1990년대 이후에는 ‘제2의 르네상스’를 제창하고, ‘네오르네상스운동’을 전개하였다. 네오르네상스운동은 “정신적으로 아름답고, 물질적으로 풍요하며, 인간적으로 보람 있는 지구협력사회”를 이루자는 것으로, 이른바 ‘오토피아’(Oughtopia)의 구현을 목표로 하는 것이다. 1943년에 오정명과 결혼하였으며, 자녀로는 조정원·조인원·조여원·조미연의 2남 2녀가 있다.
2012년 2월 18일, 경희의료원에서 향년 92세의 일기로 사망했다.

## 조영식의 세계평화론
그는 인류역사의 발전과정에서 제4혁명의 시대에 해당하는 정보과학혁명시대에는 세계화로 인해 민족국가가 유지되기 어렵다고 본다. 또한 이는 인간 자신이 유발한 것으로, 인류사회의 모든 제도와 관습 또한 인간이 구축한 것이기에 다른 체제로 전환할 수 있다는 것이다. 이어 전쟁의 원인은 인간의 마음, 즉 소수 지배층의 탐욕이며 이때문에 전쟁을 막기 위해서는 진정한 민주주의가 필요하며, 프랑스 혁명(제1 시민혁명)과 러시아 혁명(제2 시민혁명)에 이은 제3의 시민혁명이 필요하다고 주장한다.
그는 유엔과 같은 기구를 중심으로 하는 지구협동사회와 유럽 연합과 같은 기구를 중심으로 하는 지역협동사회를 거쳐 지역협동사회는 지구협동사회에 흡수되며, 이후에는 시민사회를 대표하는 NGO와 같은 비정부기구가 참여하는 국민주권하의 참여민주주의를 바탕으로 한 범세계적인 지구시민사회가 등장한다고 본다. 마지막으로 보편적 민주주의에 바탕을 둔 국가연합인 지구공동사회로 발전하며, 보편적 민주주의는 만민에게 자유와 평등·공영을 보장하는 체제를 말한다.
이러한 지구공동사회는 이른바 ‘오토피아’(Oughtopia)를 말한다. 오토피아는 유토피아와는 달리 추구하여 실현할 수 있는 사회로, ‘ought to be(do)’와 ‘topia’의 합성어이다. 오토피아는 각 민족간의 공존공영을 추구하는 새로운 민족주의를 기반으로, 경제적 평등과 호혜주의, 인권주의, 문화주의, 반전평화주의, 과학주의, 국제민주주의의 8개 원칙을 기반으로 한다. 조영식은 이 8개 원칙을 ‘문화적 복리주의’라고 지칭했다.

## 주요 저서
- 《민주주의 자유론》(1948년)
- 《문화세계의 창조》(1951년)
- 《인간과 창조》(1960년)
- 《우리도 잘 살 수 있다》(1963년)
- 《교육을 통한 세계평화의 구현》(1971년)
- 《새 한국 국민상의 모색》(1972년)
- 《인류사회의 재건》(1975년)
- 《창조의 의지》(1976년)
- 《오토피아》(1979년)
- 《하늘의 명상》(1981년)
- 《21세기 인류사회의 과제와 선택》(1991년)
- 《눈을 들어 하늘을 보라, 땅을 보라》(1991년)
- 《인류사회는 왜, 어떻게 재건되어야 하는가》(1993년)
- 《조국이여, 겨레여, 인류여》(1994년)

## 참고 자료
- 박상식, 〈문화체계와 세계평화〉, 《밝은사회연구》, 22/1, 2001년, 81쪽 ~ 93쪽.

## 같이 보기
- 경희학원
- 경희대학교
- 조인원
- 오정명
- 세계대학총장회의
- 국제 평화의 날